# Tetrastichus legionarius
Tetrastichus legionarius is een vliesvleugelig insect uit de familie Eulophidae. De wetenschappelijke naam is voor het eerst geldig gepubliceerd in 1863 door Giraud.